# Baron Herbert of Castle Island
Baron Herbert of Castle Island, in the County of Kerry, war ein erblicher britischer Adelstitel in der Peerage of Ireland. 

## Verleihung
Der Titel wurde am 31. Dezember 1624 für den Diplomaten Sir Edward Herbert geschaffen. Benannt war diese Baronie nach der irischen Kleinstadt Castleisland. Durch seine Frau Mary Herbert (1575–1634) besaß Edward Herbert dort Ländereien. Der Titel erlosch mit dem Tod des 4. Barons am 21. April 1691.
Die Ländereien der erloschenen Baronie gelangten schließlich an die Familie Gage, für die 1720 der Titel Viscount Gage of Castle Island geschaffen wurde.

## Liste der Barone Herbert of Castle Island (1624)
- Edward Herbert, 1. Baron Herbert of Castle Island (1583–1648)
- Richard Herbert, 2. Baron Herbert of Castle Island (um 1604–1655)
- Edward Herbert, 3. Baron Herbert of Castle Island (1633–1678)
- Henry Herbert, 4. Baron Herbert of Castle Island (um 1640–1691)